# CBF Universitari de Barcelona

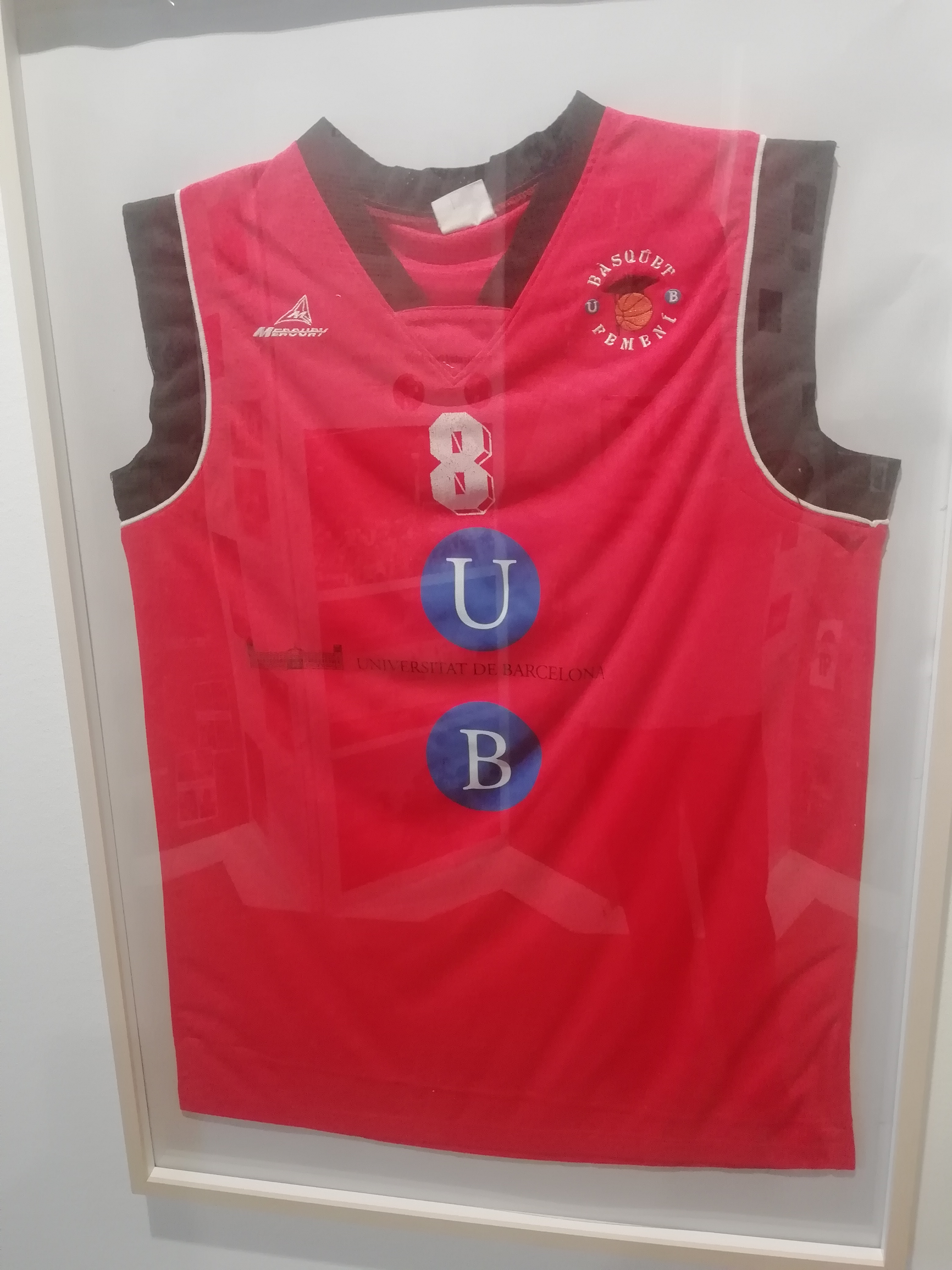
Camiseta del equipo de la Universitat de Barcelona en la exposición 1923-2023. Cien años de la Federación Catalana de Baloncesto, en el Palau Robert (Barcelona).

El Club Bàsquet Femení Universitari de Barcelona, oficialmente Club Esportiu Universitari Basquet, fue la sección de baloncesto femenino de la Universidad de Barcelona. Durante sus últimos años de vida estuvo patrocinado por el Fútbol Club Barcelona, motivo por el que adoptó su denominación y era conocido como Universitat de Barcelona - F. C. Barcelona o coloquialmente Universitari Basquet Barça. Ambas entidades rompieron la colaboración en el verano de 2007 por incumplimientos del contrato entre las dos partes. Sin el patrocinio el club no pudo afrontar los gastos de la Liga Femenina 1 y se produjo su descenso administrativo de categoría.
El club disputaba sus partidos de la Liga española de baloncesto femenino en el Palau Blaugrana 2 desde antes del acuerdo.

## Historia

### Plantilla
Las jugadoras del primer equipo del UB Barça (temporada 2005-2006) son:
- Helen Luz
- Marta Fernández
- Cristina García
- Sandra Gallego
- Laura Antoja
- Erika da Souza
- Ingrid Pons
- Elsa Donaire
- Razija Mujanovic
- Milena Vukicevic
- Svetlana Rodionova
- Nuria Montaner

La entrenadora del equipo es Sílvia Font.
En 2006 quedó subcampeón de la liga, tras ser derrotadas por el Perfumerías Avenida de Salamanca.

## Palmarés

### Títulos nacionales
| Competición                       | Títulos          | Subcampeonatos                     |
| --------------------------------- | ---------------- | ---------------------------------- |
| Liga Femenina de Baloncesto (2/4) | 2002/03, 2004/05 | 2000/01, 2001/02, 2003/04, 2005/06 |
| Supercopa de España (1/1)         | 2005             | 2003                               |
| Copa de la Reina (0/1)            |                  | 2003                               |